# Russisches Haus der Wissenschaft und Kultur

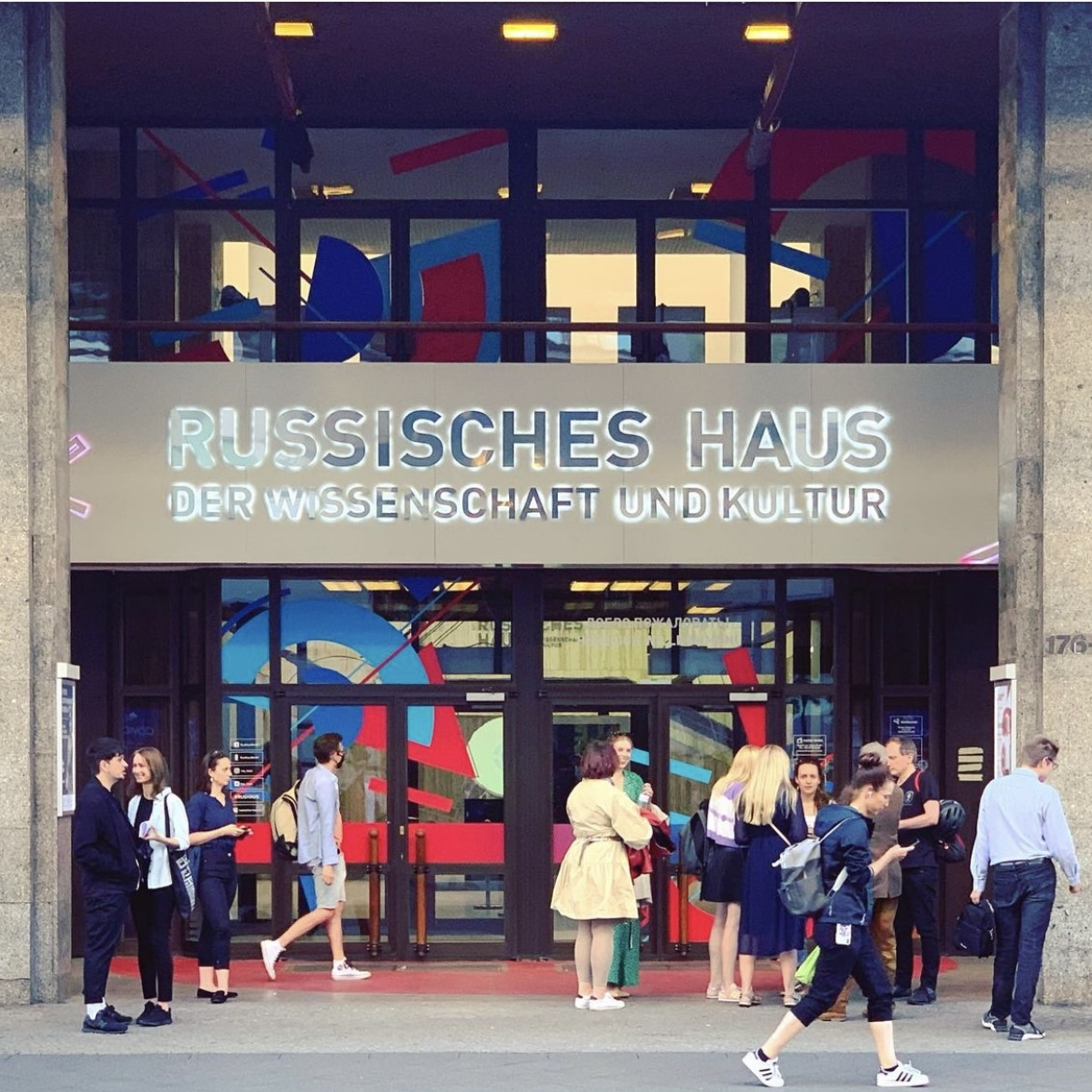
Russisches Haus in Berlin-Mitte, 2021

Das Russische Haus in Berlin (ehemals: Haus der Sowjetischen Wissenschaft und Kultur dann Russisches Haus der Wissenschaft und Kultur, russisch Русский дом в Берлине) ist ein Veranstaltungs- und Kulturzentrum in der Friedrichstraße 176–179 im Berliner Ortsteil Mitte. Es wurde am 5. Juli 1984 eröffnet und wird von der im russischen Außenministerium angesiedelten und seit 2022 von der EU sanktionierten Regierungsagentur Rossotrudnitschestwo betrieben. Das Gebäude enthält Räumlichkeiten für Ausstellungen, Konferenzen, Konzerte, ein Kino und eine Buchhandlung. Das Wirken des Hauses als Instrument der russischen Propaganda ist seit dem russischen Überfall auf die Ukraine 2022 Gegenstand öffentlicher Kritik.

## Geschichte

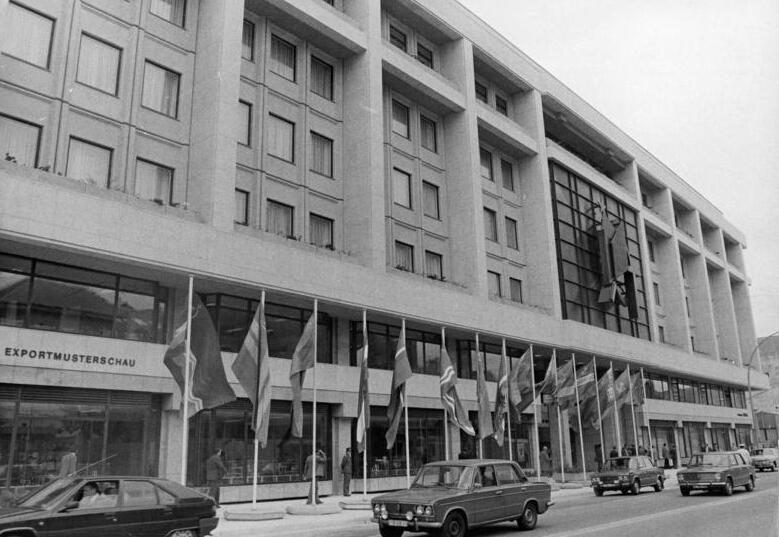
Haus der Sowjetischen Wissenschaft und Kultur, 1984

Das Gebäude wurde nach Entwürfen des Architekten Karl-Ernst Swora von 1981 bis 1984 auf dem Grundstück eines im Zweiten Weltkrieg zerstörten früheren Geschäftshauses errichtet. Die Realisierung erfolgte durch die neu gebildete Aufbauleitung Sondervorhaben der Hauptstadt Berlin eines Kollektivs der Bauakademie der DDR um Erhardt Gißke. Für den Bau wurden hochwertige Materialien wie Granit aus der Lausitz für die Fassade und Kalkstein aus Wraza für die Obergeschosse verwendet. Das Gebäude hat sieben Stockwerke und eine Fläche von rund 29.000 m². Über dem Eingangsbereich befindet sich ein bunter Fries.
Bauherr war der Verband der sowjetischen Gesellschaft für Freundschaft und kulturelle Beziehungen mit dem Ausland. Ein klassizierender Entwurf von Günter Stahn wurde im Vorfeld abgelehnt. Der umgesetzte Entwurf von Swora entsprach damit nicht dem von der DDR-Führung für die Friedrichstraße vorgesehenen klassizistischen Stil, sondern ähnelte eher den Repräsentationsbauten der Breschnew-Ära wie der ITAR-TASS-Zentrale, dem Weißen Haus in Moskau und der sowjetischen Akademie der Wissenschaften.
Die Einrichtungen in dem Gebäude dienten (ebenso wie die Gesellschaft für Deutsch-Sowjetische Freundschaft) der Festigung der zweiseitigen Verbindungen und als Zentrum für die Vermittlung der russischen Sprache. Es handelte sich um das „größte aller sowjetischen Auslandskulturzentren“ weltweit. Das 1700 m² große Foyer galt als „eines der größten und prachtvollsten“ Berlins. Im Foyer befand sich eine Statue von Lenin. Die Statue wurde nach der deutschen Wiedervereinigung Anfang der 1990er Jahre aus dem Gebäude entfernt. Der Verbleib der Statue ist unbekannt.
Nach dem Ende der Sowjetunion wurde der Komplex Eigentum des russischen Staates. Er wurde renoviert und Teile neu verpachtet. Weiter wurden im neuen Gebäude das Filmtheater Friedrichstraße  und das Kabarett Die Kneifzange  etabliert.
Der Kaufmann Franz Sedelmayer versuchte ab 2008, das Gebäude bzw. die eingenommenen Mieten zu pfänden, weil er in Russland enteignet wurde.
Die jährliche Besucherzahl gibt das Haus mit 200.000 an. Einen Teil seiner Fläche vermietete es an Edelgeschäfte, unter anderem gab es ein Reisebüro, einen Buchladen, Theater-, Film- und Konzertabende sowie politische Veranstaltungen, etwa mit der Linkspartei.

## Nach dem russischen Überfall auf die Ukraine 2022

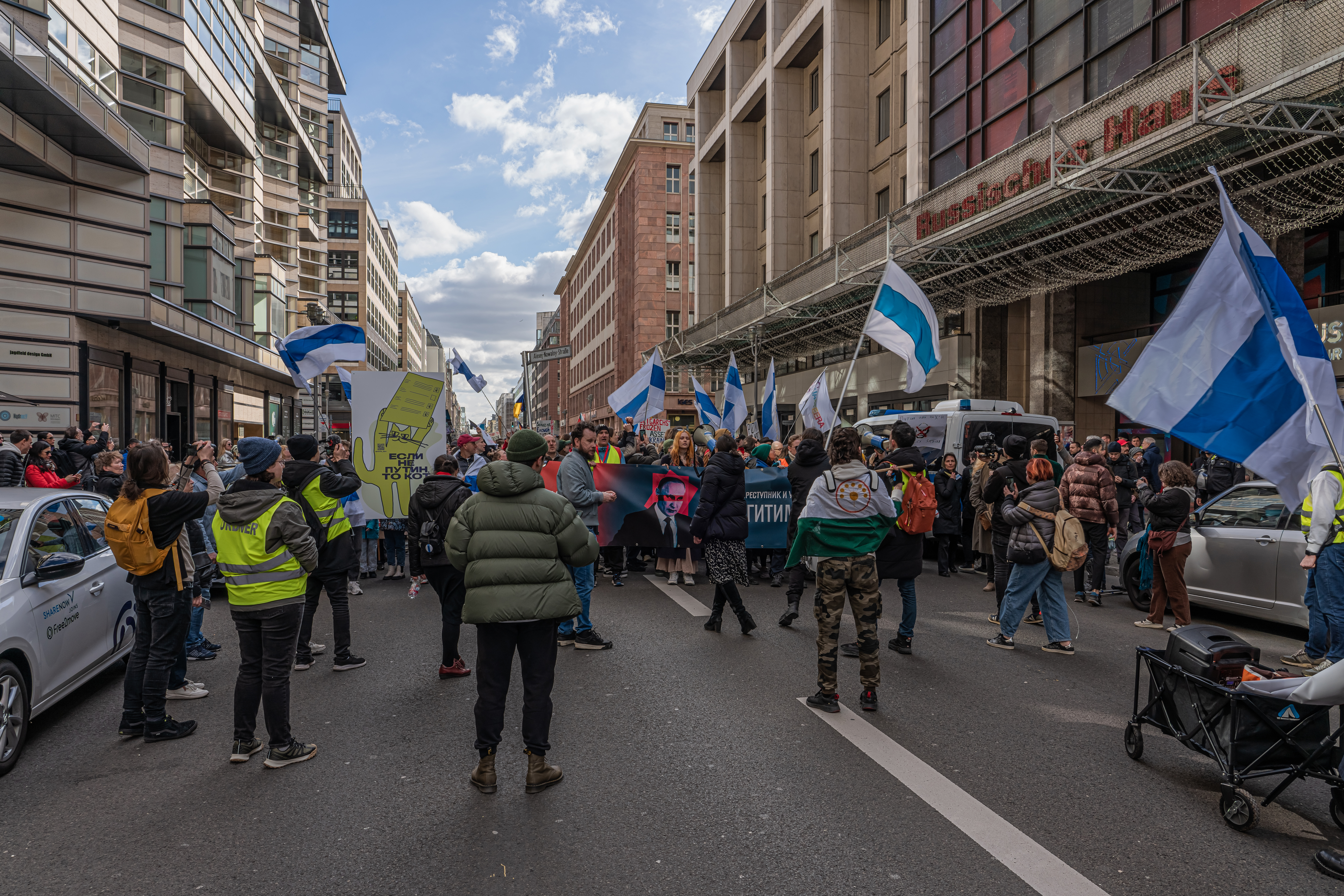
Proteste nach der Wiederwahl Wladimir Putins 2024

Nach dem russischen Überfall auf die Ukraine 2022 kam es wiederholt zu Protestkundgebungen vor dem Russischen Haus. Unter anderem zeigte das dortige Filmtheater Propagandaproduktionen des abgeschalteten Senders RT, in dem Ukrainer als Nazis verunglimpft werden. Die Agentur Russotrudnitschestwo, die das Haus betreibt, steht seit dem 21. Juli 2022 auf der EU-Sanktionsliste. Das juristische Onlinemagazin Legal Tribune Online kommt zu dem Schluss, dass der Weiterbetrieb des Russischen Hauses gegen die EU-Sanktionen verstößt. Nach Angaben von Reuters erhielten ein ehemaliger russischer Luftwaffenoffizier und seine Freundin, die prorussische Proteste zum russischen Überfall auf die Ukraine in Deutschland mitorganisierten, vom Russischen Haus Flugtickets zur Teilnahme an einem von der Regierung mitveranstalteten Event in Moskau.
Ende November 2022 protestierten um die hundert Menschen – gegen das Entzünden des Weihnachtsbaums gemeinsam mit einem offiziellen Väterchen Frost – vor dem Russischen Haus. Es handle sich um russische Propaganda. Im Januar 2023 ermittelte die Staatsanwaltschaft gegen die Betreiber des Russischen Hauses aufgrund des Verdachts auf einen Verstoß gegen das Außenwirtschaftsgesetz. Die Ermittlungen wurden eingestellt. Laut Markus Wehner stehen einer Schließung des Hauses diplomatische Erwägungen des Auswärtigen Amtes entgegen, da sonst möglicherweise alle Goethe-Institute in der Russischen Föderation ebenfalls geschlossen würden.
Im Dezember 2023 wurde die Buchhandlung Mnogoknig (deutsch etwa: Vielebücher) eröffnet, die für ihr Angebot russischer Propaganda kritisiert wurde. Im April 2024 nahmen die Berliner Staatsanwaltschaft und die Zentralstelle für Sanktionsdurchsetzung beim Zoll Ermittlungen wegen Verstoßes gegen EU-Sanktionen auf.